# Geogarypus modjadji
Pour les articles homonymes, voir Modjadji.
Espèce
Geogarypus modjadji est une espèce de pseudoscorpions de la famille des Geogarypidae.

## Distribution
Cette espèce est endémique du Limpopo en Afrique du Sud.

## Description
Le mâle holotype mesure 2,03 mm et la femelle 2,37 mm.

## Étymologie
Son nom d'espèce lui a été donné en référence au lieu de sa découverte, Modjadjiskloof.

## Publication originale
- Neethling & Haddad, 2017 : A systematic revision of the South African pseudoscorpions of the family Geogarypidae (Arachnida: Pseudoscorpiones). Navorsinge van die Nasionale Museum (Bloemfontein), vol. 32, no 1, p. 1-80.